# Gina Torres
Pour les articles homonymes, voir Torres.
Gina Torres, née le 25 avril 1969 à Manhattan (New York), est une actrice américaine, d'origine cubaine.
Elle est surtout connue pour avoir incarné le rôle de Jessica Pearson dans les séries américaines Suits : Avocats sur mesure (2011-2018) et Suits : Jessica Pearson (2019) et son rôle de Tommy Vega dans la série 911 lone star (2021-...)

## Biographie
Gina Torres est née le 25 avril 1969 à Manhattan (New York).

## Carrière

### Débuts et révélation télévisuelle
Gina Torres est chanteuse de formation, et décroche son premier rôle dans la comédie musicale dramatique Dreamgirls.
En 2001, elle gagne le prix ALMA (American Latino Media Arts Award) de la meilleure actrice pour son premier rôle régulier, celui de l'une des trois héroïnes de la série de science-fiction Cleopatra 2525.
Elle enchaîne avec un rôle récurrent dans l'acclamée série d'espionnage Alias, celui de la vénéneuse et téméraire Anna Espinosa, alter-ego de l'héroïne incarnée par Jennifer Garner.
Mais c'est son rôle régulier dans l'éphémère, mais culte, série de science-fiction Firefly, développée et produite par Joss Whedon pour la chaîne FOX, qui lui permet de confirmer dans le genre.
L'année 2003 marque un tournant : elle participe aux très attendus blockbusters Matrix Reloaded et Matrix Revolutions, dans le rôle de Cas, la femme de Dozer (pilote du Nébuchadnezzar), vivant dans la cité souterraine de Sion, puis Joss Whedon lui confie un rôle récurrent dans la quatrième saison de la série fantastique Angel. Sa performance, dans le rôle de l'inquiétante et manipulatrice Jasmine, lui vaut une nomination par la International Press Academy, lors des Satellite Awards, dans la catégorie Meilleure actrice dans un second rôle.
L'année suivante, elle est à l'affiche de quelques comédies cinématographiques mineures, mais se distingue une fois encore à la télévision : en tenant un rôle récurrent dans 7 épisodes de la 3e saison de 24 heures chrono : celui de Julia Milliken, une femme entretenant une liaison avec Wayne Palmer, frère du président David Palmer, et entraînée dans un scandale présidentiel.
En 2005, elle fait des essais pour le pilote de l'émission Soccer Moms. Cette même année, elle prête également sa voix au personnage de Vixen dans de nombreux épisodes de la série animée La Ligue des justiciers. Elle remplace aussi Jada Pinkett Smith en doublant le personnage de Niobe dans le jeu vidéo The Matrix Online. Mais elle peut surtout compter sur Joss Whedon, qui ressuscite l'univers de Firefly, le temps d'un film, intitulé Serenity, destiné à conclure le récit.
En 2006, elle revient faire ses adieux au personnage d'Anna Espinoza dans Alias, mais revient surtout sur la chaîne FOX pour un rôle régulier dans la série policière Standoff : Les Négociateurs. Son personnage est un agent spécial de surveillance au FBI à Los Angeles, responsable de l'unité de négociation en cas de crise. La série est arrêtée l'année suivante, faute d'audiences, alors que sort la comédie romantique potache Je crois que j'aime ma femme, dans laquelle elle donne la réplique à la star de stand-up Chris Rock.

### Confirmation

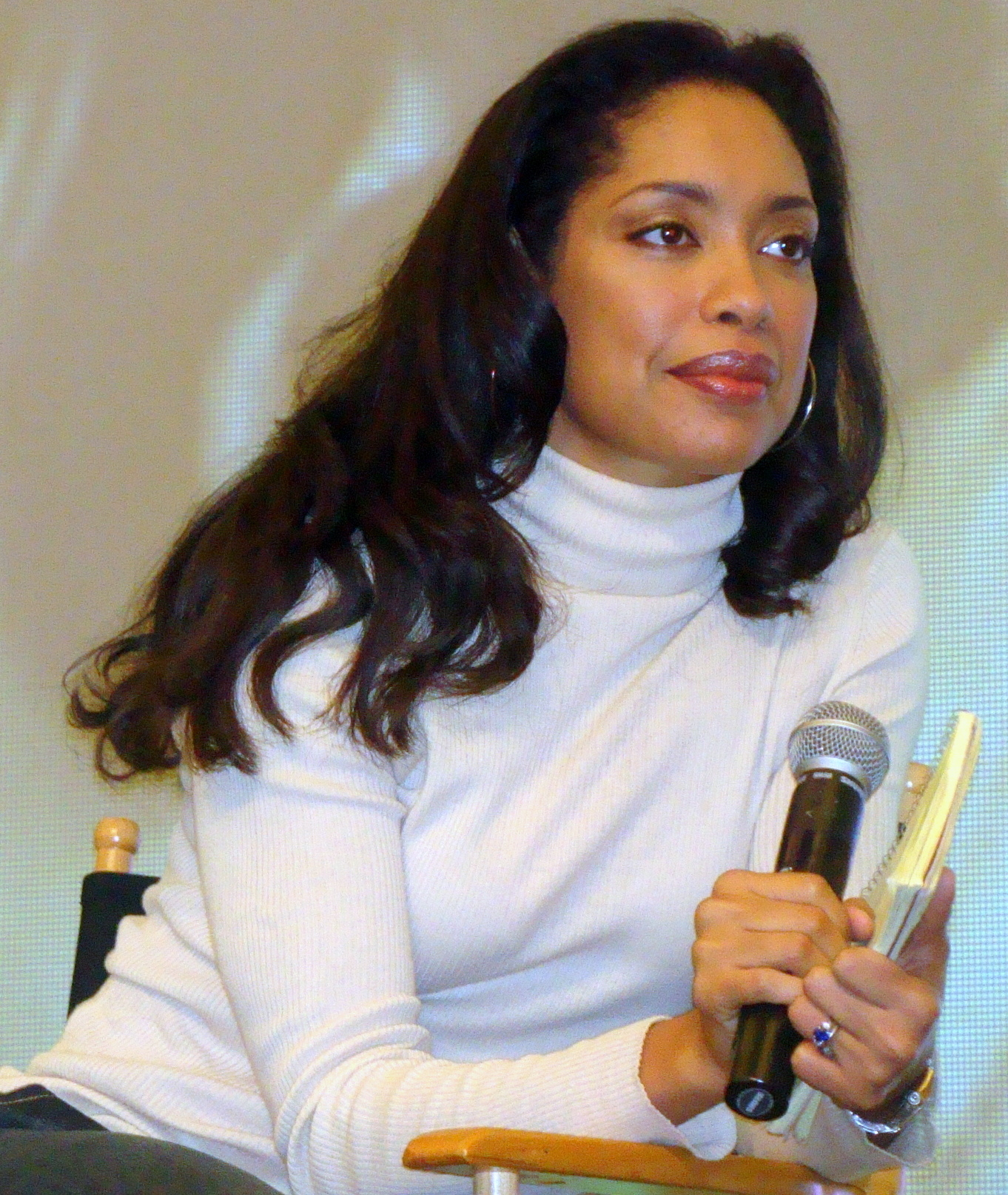
Lors d'une convention pour les fans de Firefly et Serenity, en 2008.

Pendant quatre ans, elle enchaîne alors des apparitions dans des séries télévisées - entre autres : en 2008, elle joue la princesse Ama, dans l'épisode 7 dans la saison 2 de la série Dirty Sexy Money ; ou encore le rôle du Dr Toni Ezralow dans l'épisode 11 de la saison 4 de la série Bones, où elle redonne la réplique à David Boreanaz ; mais aussi dans Castle, où cette fois elle retrouve Nathan Fillion.
En 2009, elle a passé une audition pour un pilote de la série Washington Field, pour la chaîne de télévision CBS, effectué par le producteur exécutif Edward Allen Bernero. La série traite d'une unité du FBI composée d'experts dans différents domaines, qui voyagent autour du monde pour tout événement affectant les intérêts américains. Mais le projet n'aboutit pas.
En revanche, elle décroche le rôle du Dr Dorothy Rand, directrice d'un camp d'amaigrissement dans la série dramatique adolescente Huge (en), qui est cependant annulée au bout de dix épisodes.
La saison suivante, elle intègre la distribution d'une nouvelle série judiciaire, Suits : Avocats sur mesure dans le rôle de Jessica Pearson, responsable d'un cabinet d'avocats, lui assure enfin un emploi stable. La série, très bien reçue par la critique et le public, connaît neuf saisons a été diffusée sur USA Network entre le 23 juin 2011 et le 25 septembre 2019. Elle a cependant quitté la série au terme de la saison 6. En 2018, elle revient en tant qu'invitée lors de la septième saison de la série.
Entre 2013 et 2015, elle apparaît aussi en récurrente dans deux autres séries : la dernière saison du mélo Revenge, et le thriller psychologique d'horreur Hannibal, où elle joue le personnage de l'épouse du chef du FBI incarné par son époux à la ville, Laurence Fishburne.

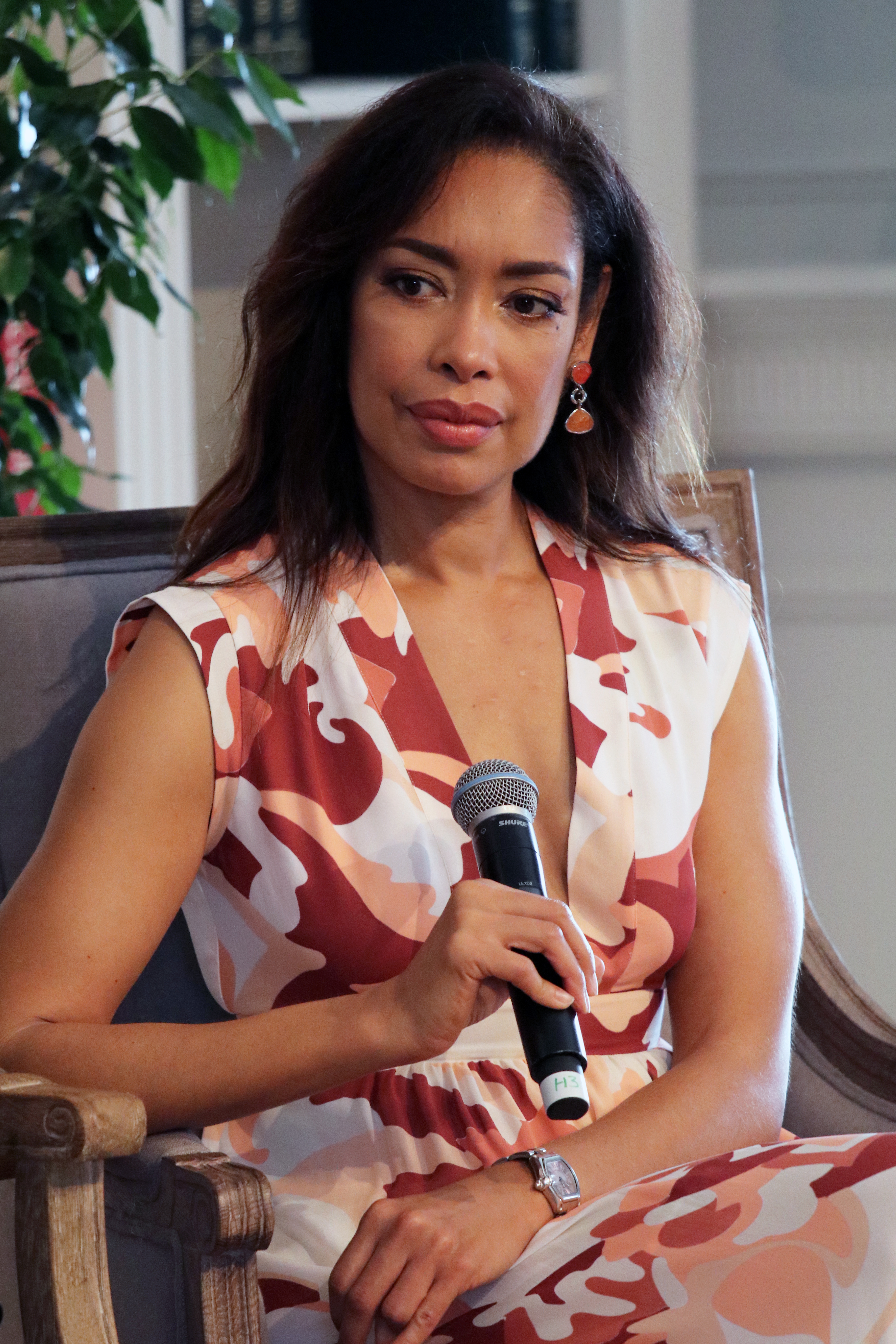
Gina Torres en 2018, à Dubaï.

En 2019, elle reprend le rôle de Jessica Pearson dans la série Suits : Jessica Pearson, série dérivée de Suits : Avocats sur mesure. Elle est diffusée depuis le 17 juillet 2019 sur USA Network. Mais le programme est cependant annulé au bout d'une saison, faute d'audiences.
Ensuite en mai 2019, elle rejoint la distribution de la comédie romantique, The Hating Game avec Robbie Amell et Lucy Hale. À la réalisation, Peter Hutchings, qui se chargera de mettre en scène le script de Christina Mengert. The Hating Game est un roman écrit par Sally Thorne, best-seller aux États-Unis pendant des semaines, dont les fans réclament une version cinéma depuis longtemps, le film sera cofinancé par Mister Smith Entertainment.

### Vie privée
Elle a rencontré l'acteur Laurence Fishburne sur le tournage du film Matrix Reloaded en 2001. Ils se sont mariés le 20 septembre 2002, lors d'une cérémonie célébrée à New York. Ensemble, ils ont une fille Delilah Fishburne, née en 2007. Ils ont divorcé après 15 ans de mariage en 2018,.
Le 19 mai 2018, elle était présente, comme une grande partie du casting de Suits, au mariage du Prince Harry et de Meghan Markle, collègue et amie de travail.

## Filmographie

### Cinéma

#### Longs métrages
- 1996 : Pluie de roses sur Manhattan (Bed of Roses) de Michael Goldenberg : Francine
- 1996 : The Substance of Fire (en) de Daniel J. Sullivan : Maître D'
- 2003 : Matrix Reloaded des Wachowski : Cas
- 2003 : Matrix Revolutions des Wachowski : Cas
- 2004 : Hair Show de Leslie Small : Marcella
- 2005 : Serenity de Joss Whedon : Zoë Washburne
- 2005 : Fair Game (en) de Michael Whaley : Stacey
- 2006 : Five Fingers de Laurence Malkin : Aicha
- 2006 : Jam (en) de Craig E. Serling : Lilac
- 2007 : Je crois que j'aime ma femme (I Think I Love My Wife) de Chris Rock : Brenda Cooper
- 2007 : South of Pico (en) de Ernst Gossner : Carla Silva
- 2009 : Don't Let Me Drown de Cruz Angeles : Diana
- 2010 : La Ligue des justiciers : Conflit sur les deux Terres (Justice League : Crisis on Two Earths) de Sam Liu et Lauren Montgomery : Superwoman (voix)
- 2012 : Mr. Sophistication de Danny Green : Janice Waters
- 2019 : The Hating Game de Peter Hutchings : Helen Pascal

### Télévision

#### Séries télévisées
- 1992 : Unnatural Pursuits : Silken
- 1992 / 1995 : New York, police judiciaire (Law and Order): Laura Elkin / Charlene
- 1995 : New York Police Blues (NYPD Blue) : Une dominicaine
- 1995 - 1996 : On ne vit qu'une fois (One Life to Live) : Magdalena / Nell
- 1997 : Profiler : Michelle Brubaker
- 1997 : Xena, la guerrière (Xena : Warrior Princess) : Cléopâtre
- 1997 : The Gregory Hines Show (en) : Jeanette
- 1997 - 1999 : Hercule (Hercules : The Legendary Journeys) : Nebula
- 1998 : Nikita : Jenna Vogler
- 2000 - 2001 : Cleopatra 2525 : Helen Carter
- 2001 - 2002 : Any Day Now (en) : Stacy Trenton
- 2001 - 2006 : Alias : Anna Espinosa
- 2002 - 2003 : Firefly : Zoë Washburne
- 2003 : Espions d'État (The Agency) : Dacia Banga
- 2003 : Angel : Jasmine
- 2003 : Le Protecteur (The Guardian) : Sadie Harper
- 2004 : Les Experts (CSI : Crime Scene Investigation) : Warden Hutton
- 2004 : 24 heures chrono (24) : Julia Miliken
- 2005 - 2006 : The Shield : Sadie Kavanaugh
- 2006 : FBI : Portés disparus (Without a Trace) : Tyra Hughes
- 2006 - 2007 : Standoff : Les Négociateurs (Standoff) : Cheryl Carrera
- 2007 - 2009 : Dirty Sexy Money : Princesse Ama
- 2008 : Boston Justice : Mary Franklin
- 2008 : Bones : Dr Toni Ezralow
- 2008 : Esprits criminels (Criminal Minds) : Inspecteur Thea Salinas
- 2008 - 2009 : Eli Stone : Miller, l'avocate
- 2009 : Pushing Daisies : Lila Robinson
- 2009 : The Unit : Commando d'élite (The Unit) : Sergent Natasha Andrews
- 2009 : Drop Dead Diva : Diana Hall
- 2009 : Gossip Girl : Gabriela Abrams
- 2009 : Flashforward : Felicia Wedeck
- 2010 : Vampire Diaries (The Vampire Diaries) : Bree
- 2010 : Huge (en) : Dr Dorothy Rand
- 2011 - 2018 : Suits : Avocats sur mesure (Suits) : Jessica Pearson
- 2013 : Castle : Penelope Foster
- 2013 - 2015 : Hannibal : Bella Crawford
- 2015 : Revenge : Nathalie Waters
- 2015 : Con Man : Grace
- 2016 : Westworld : Laure
- 2017 : The Catch : Justine Diaz
- 2017 : Claws : Sally Bates
- 2018 : Angie Tribeca : Gillian Kayhill
- 2019 : Suits : Jessica Pearson (Pearson) : Jessica Pearson (également productrice exécutive)
- 2019 : Riverdale : Mlle Burble
- 2021 - 2025 : 9-1-1: Lone Star : Tommy Vega

#### Séries d'animation
- 2004 - 2006 : La Ligue des justiciers (Justice League) : Vixen / Mari McCabe (voix)
- 2010 : The Boondocks : Ebony Brown (voix)
- 2010 - 2012 : Transformers : Prime : Airachnid (voix)
- 2015 - 2018 : Star Wars Rebels : Ketsu Onyo (voix)
- 2017 : Star Wars : Forces du destin (Star Wars : Forces of Destiny) : Ketsu Onyo (voix)
- 2019 : Raiponce, la série (Rapunzel's Tangled Adventure) : La Reine d'Ingvarr (voix)

#### Téléfilms
- 1994 : MANTIS de Eric Laneuville : Dr Amy Ellis
- 1996 : Dark Angel de Robert Iscove : LaMayne
- 2003 : The Law and Mr. Lee de Kevin Rodney Sullivan : Vicki Lee
- 2009 : Applause for Miss E de Michael Whaley : Maggie
- 2016 : The Death of Eva Sofia Valdez de Thor Freudenthal : Eva Sofia Valdez

### Jeux vidéos
- 2005 : The Matrix Online : Niobe (voix)
- 2011 : DC Universe Online : Superwoman (voix)
- 2012 : Transformers: Prime - The Game : Airachnid (voix)
- 2014 : Destiny : Ikora Rey (voix)
- 2014 : Lichdom: Battlemage : 12th Age Dragon (voix)
- 2015 : Destiny: The Taken King : Ikora Rey (voix)
- 2017 : Destiny 2 : Ikora Rey / Warlock Vanguard (voix)
- 2018 : Lego DC Super-Villains : Superwoman (voix)
- 2018 : Destiny 2: Forsaken : Ikora Rey / Warlock Vanguard (voix)
- 2023 : Immortals of Aveum : Kirkan

## Distinctions
Sauf indication contraire, les informations mentionnées dans cette section peuvent être confirmées par la base de données cinématographiques IMDb,  présente dans la section « Liens externes ».

### Récompenses
- ALMA Awards 2001 : meilleure actrice dans une série télévisée dramatique pour Cleopatra 2525
- Artemis Women in Action Film Festival 2015 : Lauréate du Prix d'honneur Action Powerhouse
- Imagen Awards 2018 : meilleure actrice de télévision dans un second rôle pour Suits : Avocats sur mesure

### Nominations
- Satellite Awards 2004  : meilleure actrice dans un second rôle dans une série télévisée pour Angel
- ALMA Awards 2012 : meilleure actrice dans un second rôle  pour Suits : Avocats sur mesure
- Behind the Voice Actors Awards 2013 : 
  - meilleure performance de doublage par une distribution dans une série télévisée pour Transformers Prime
  - meilleure performance de doublage féminin dans un second rôle dans une série télévisée pour Transformers Prime
- Imagen Awards 2013 : meilleure actrice de télévision dans un second rôle pour Suits
- Behind the Voice Actors Awards 2014 : meilleure performance de doublage dans une série télévisée par un invité pour Transformers Prime
- Saturn Awards 2014 : meilleur artiste invité pour Hannibal
- Imagen Awards 2017 : meilleure actrice de télévision dans un second rôle pour Suits

## Voix francophones
En France, Annie Milon est la voix régulière de Gina Torres. Au cours des années 2000, elle fut doublée par Odile Schmitt et Pascale Vital, respectivement à neuf et sept reprises. En parallèle, Géraldine Asselin l'a également doublée à quatre occasions.
Au Québec, Catherine Hamann l'a doublée deux fois.